# Кастельмасса
Кастельмасса (итал. Castelmassa) — коммуна в Италии, располагается в провинции Ровиго области Венеция.
Население составляет 4309 человек, плотность населения составляет 392 чел./км². Занимает площадь 11 км². Почтовый индекс — 45035. Телефонный код — 0425.
Покровителем коммуны почитается святой первомученик Стефан, празднование 26 декабря.